# Giuseppe Pulieri
Giuseppe Pulieri (* im 20. Jahrhundert) ist ein italienischer ehemaliger Drehbuchautor und Filmregisseur.
Nach Beschäftigungen Mitte der 1970er Jahre in der Kinoindustrie seines Heimatlandes als Regieassistent und Drehbuchautor, dabei mehrmals mit Giuseppe Rosati, inszenierte Puliere 1980 seinen einzigen Film als Regisseur, den dem erotischen Genre zuzurechnenden Con la zia non è peccato (etwa: „mit der Tante ist es keine Sünde“).

## Filmografie
Regie
- 1980: Con la zia non è peccato[2]

Drehbuch
- 1975: Die linke Hand des Gesetzes (La mano sinistra della legge)
- 1975: Stadt in Angst (Paura in città)